# Karl-Heinz Peter

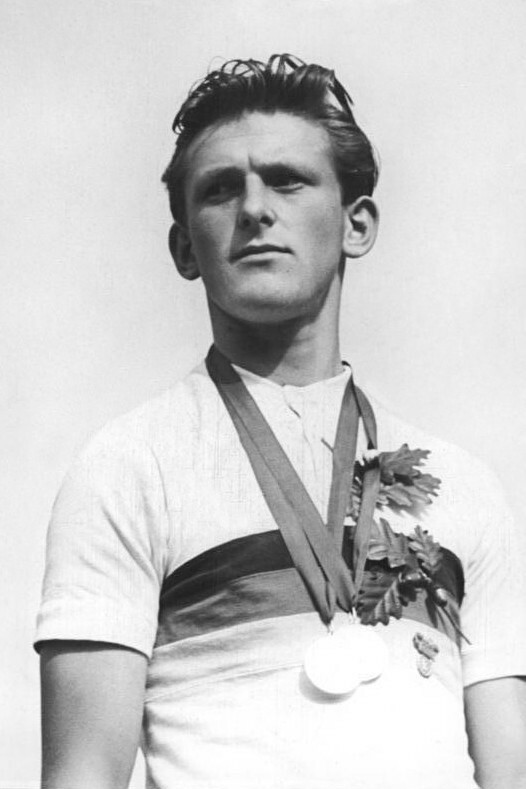
Karl-Heinz Peter (1957)

Karl-Heinz Peter (* 26. Mai 1939 in Ludwigsfelde; † 23. August 1966 in Berlin) war ein deutscher Radsportler.

## Sportliche Laufbahn
„Kalle“ Peter wurde zunächst von Vater Paul Peter (* 1919) trainiert, der bei der BSG Traktor Ludwigsfelde alle Altersklassen als Trainer betreute. Er wechselte Ende 1958 zum SC Einheit Berlin, wo er bis 1963 aktiv war. Danach arbeitete er als Trainer bei der BSG Post Berlin. 1959 wurde er DDR-Meister im Sprint, den Titel konnte er 1960 verteidigen.
1958 und 1963 wurde er jeweils Zweiter der Meisterschaft. Dazu kamen zweite Plätze auf dem Tandem, 1960 (mit Lothar Stäber) und 1963 (mit Wilfried Weihe), sowie ein zweiter Platz im Zweier-Mannschaftsfahren 1960 (mit Günter Oldenburg).
Ein sehr schöner Erfolg gelang ihm, als er den Franzosen Andre Gruchet 1960 bei der Internationalen Meisterschaft von Berlin auf der Winterbahn in der Werner-Seelenbinder-Halle schlagen konnte. Bei diesem stark besetzten Wettkampf belegte er 1959 und 1961 jeweils den zweiten Platz. 1960 siegte er im Großen Fliegerpreis von Forst. Peter war der erste DDR-Bahnsprinter, der einen Großen Preis im Sprint in Westeuropa gewinnen konnte. Dies gelang ihm 1960 in Coventry.
Karl-Heinz Peter erlitt eine schwere Krankheit, in deren Verlauf er im August 1966 verstarb.